# Antonín Hugo Bradáč
Antonín Hugo Bradáč (29. května 1911, Olší nad Oslavou – 28. dubna 1974, Pavlov) byl římskokatolický kněz, působící v brněnské diecézi, básník a spisovatel, dlouholetý duchovní správce v Pavlově u Radostína nad Oslavou.

## Život
Narodil se v Olší nad Oslavou na západní Moravě v roce 1911 a v roce 1933 maturoval na gymnáziu ve Velkém Meziříčí. Následně studoval teologii a v roce 1939 byl vysvěcen na římskokatolického kněze. V letech 1939–1946 působil postupně v Bystřici nad Pernštejnem a v Klentnici. V roce 1946 byl ustanoven duchovním správcem v Pavlově, kde působil až do své smrti. Psal básně a prózu, které publikoval např. v Lidové demokracii. Náměty svých literárních prací čerpal přímo ze svého rodiště Olší nad Oslavou, či z jeho blízkého okolí (Netín, Mostiště).
V roce 1961 proslovil kázání při pohřbu kněze a spisovatele Jakuba Demla v Tasově, přestože Deml před svou smrtí výslovně žádal aby Bradáč na jeho pohřbu nemluvil. V roce 1973 odešel ze zdravotních důvodů do penze, zůstal však bydlet v Pavlově a dle svých možností zde dále jako kněz vypomáhal. V Pavlově zemřel, a je pohřben na tamním novém hřbitově. Byl v Pavlově posledním farářem, v posledním roce jeho života již farnost administroval kněz z Bohdalova, později z Radostína nad Oslavou.

## Dílo

### Knižně
- Kletba a slib
- Neboť oni dostanou za úděl zemi (1964)
- Olešský pytlák (1968)
- Pokušení noci (1968)
- Hajný partyzán vzpomíná (1971)

### V Cyrilometodějských kalendářích
- Netínský hastrman (1963)
- Mostišťská růže (1965)
- Pokání (1966)
- A vyšel rozsévač (1968)
- Panská odplata hrdinovi z Netína (1971)

### Dochováno v rukopise
- Cikánka Ester
- Sladký mír bolesti